# Cactus Bowl 2016 (décembre)
Match précédent Match suivant
Le Cactus Bowl du mois de décembre 2016 est un match de football américain de niveau universitaire joué après la saison régulière de 2016, le 27 décembre 2016 au Chase Field de Phoenix en Arizona.  
Il s'agissait de la 28e édition du Cactus Bowl.
Le match a mis en présence les équipes des Broncos de Boise State issus de la Mountain West Conference et des Bears de Baylor issus de la Big 12 Conference.
Il a débuté à 20 h 15 locales et a été retransmis en télévision sur ESPN.
Sponsorisé par la société Motel 6, le match est officiellement dénommé le Motel 6 Cactus Bowl.
Baylor remporte le match sur le score de 31 à 12.

## Présentation du match
| Équipes                                                                                               | Conférences | Entraîneurs       | Stats. saison rég. | Classements avant le bowl (CFP/AP/Coaches) |
| --- | ----------- | ----------------- | ------------------ | ------------------------------------------ |
| Broncos de Boise State                                                                                | MWC         | Bryan Harsin (en) | 10 - 2             | Non classé                                 |
| Bears de Baylor                                                                                       | Big-12      | Jim Grobe (en)    | 6 - 6              | Non classé                                 |
| Arbitre : Mike Roche (American) Équipe donnée favorite par les bookmakers : Boise State par 8 points. |             |                   |                    |                                            |

Il s'agit de la toute première rencontre entre ces deux équipes.

### Broncos de Boise State
Avec un bilan global en saison régulière de 10 victoires et 2 défaites, West Virginia est éligible et accepte l'invitation pour participer au Cactus Bowl de décembre 2016.
Ils terminent 2e de la Mountain Division de la MWC derrière Wyoming, avec un bilan en division de 6 victoires pour 2 défaites.
À l'issue de la saison 2016, ils n'apparaissent pas dans les classements CFP , AP et Coaches.
Il s'agit de leur toute 1re participation au Cactus Bowl.

### Bears de Baylor
Avec un bilan global en saison régulière de 6 victoires et 6 défaites, Baylor est éligible et accepte l'invitation pour participer au Cactus Bowl de décembre 2016.
Ils terminent 6e de la Big 12 Conference derrière Oklahoma, Oklahoma State, West Virginia, Kansas State et
TCU.
À l'issue de la saison 2016, ils n'apparaissent pas dans les classements CFP , AP et Coaches.
Il s'agit de leur 2e participation au Cactus Bowl après leur défaite 24 à rien contre les Hoosiers de l'Indiana lors de l'édition de 1991.

## Statistiques
| Statistiques par Équipes               | Statistiques par Équipes       | Statistiques par Équipes       |
| Statistiques                           | BST                            | BAY                            |
| -------------------------------------- | ------------------------------ | ------------------------------ |
| 1er downs                              | 25                             | 29                             |
| Conversion de 3e Down                  | 8/19                           | 8/15                           |
| Conversion de 4e Down                  |                                |                                |
| Jeux–yards                             | 89–388                         | 83–515                         |
| Yards à la course (Moyenne)            | 38 courses pour 83 yards (2.2) | 43courses pour 140 yards (3.3) |
| Yards à la passe                       | 305                            | 375                            |
| Passes : Réussies-Tentées-Interceptées | 32–51–2 int.                   | 29–40–1 int.                   |
| Réussite en zone rouge/chances         |                                |                                |
| TD                                     |                                |                                |
| Field Goals                            |                                |                                |
| Sacks (Nombre-Yards perdus)            |                                |                                |
| Fumbles (Nombre/Perdus)                |                                |                                |
| Pénalités (Nombre/Yards perdus)        |                                |                                |
| Temps de possession                    | 32:55                          | 27:05                          |

| Meilleurs Joueurs (MVPs) | Meilleurs Joueurs (MVPs) | Meilleurs Joueurs (MVPs) | Meilleurs Joueurs (MVPs) |
| ------------------------ | ------------------------ | ------------------------ | ------------------------ |
| Systèmes                 | Noms                     | Équipes                  | Postes                   |
| Attaque                  | K. D. Cannon             | Baylor                   | WR                       |
| Défense                  | Tyrone Hunt              | Baylor                   | DE                       |

| Statistiques Individuelles | Statistiques Individuelles | Statistiques Individuelles            |
| -------------------------- | -------------------------- | ------------------------------------- |
| Quaterbacks                |                            |                                       |
| BST                        | Brett Rypien               | 32/51, 305 yards, 1 TD, 2 int.        |
| BAY                        | Zach Smith                 | 28/39, 375 yards, 3 TD, 1 int.        |
| Meilleurs Coureurs         |                            |                                       |
| BST                        | Jeremy McNichols           | 19 courses pour 46 yards nets gagnés  |
| BAY                        | Terence Williams           | 25 courses pour 103 yards nets gagnés |
| Meilleurs Receveurs        |                            |                                       |
| BST                        | Cedrick Wilson             | 6 réceptions pour 88 yards, 1 TD      |
| BAY                        | KD Cannon                  | 14 réceptions pour 226 yards, 2 TDs   |
| Meilleurs Tackleurs        |                            |                                       |
| BST                        |                            |                                       |
| BAY                        |                            |                                       |